# 基洛夫州
基洛夫州（羅馬化：Kirovskaya oblast）位於東歐平原東部，屬伏爾加聯邦管區，是俄羅斯聯邦主體之一，同时为「伏尔加-维亚特卡经济区」成员之一（参见：俄罗斯经济地区）。面積120,374平方公里，人口 1 310 636（2014年），其中75.25%为城镇人口（2013年）。
首府基洛夫，成立於1934年12月7日，因苏联领导人谢尔盖·基洛夫而得名。其它重要城市还有：基洛沃-切佩茨克、斯洛博茨科伊、维亚茨基耶波利亚内、科捷利尼奇。本州划分为39个市镇（Муниципальное образование）、5个镇（Городской округ）以及一个从属联邦的保密行政区。
基洛夫州，在东边与彼尔姆边疆区和乌德穆尔特共和国毗邻，在北边与科米共和国和阿尔汉格尔斯克州相邻，在西边与沃洛格达州、科斯特罗马州以及下诺夫哥罗德州相接壤，而在南部，与马里埃尔共和国和鞑靼斯坦共和国相邻。
基洛夫州成立于1936年，彼时，乌德穆尔特苏维埃社会主义自治共和国从基洛夫边疆区（存在于1934至1936年间，在原维亚特卡省的区域范围上成立而来）划分出来，其余部分成立了本州。基洛夫州是边界相邻数量最多的一个联邦主体。

## 地理
基洛夫州是俄罗斯联邦非黑土带最大的一个州之一，位于东欧平原（俄罗斯欧洲部分的中东部）的东北部。由北到南的距离为570千米，从西到东的距离为440千米。地理座标介于北纬56°03'至61°04'，东经41°17'至53°56'之间。面积120,374平方千米。行政中心基洛夫到莫斯科的距离为896千米。

### 地形
山地地貌类型，整个地区的地势呈东北高，西南低。平原绝对高差为281米（海拔56米至337米之间）。中部地区为维亚特卡台地,东北部为上卡马高地，西部为北部垄岗。

### 水文
河流共计19753条，累计总长度为66.65千米。北部垄岗将这些河流分为北德维纳河流域和伏尔加河流域。本州大部分都位于维亚特卡河的流域范围内，该河最终在鞑靼斯坦境内汇入卡马河。卡马河只有上游部分位于本州。流经本州的较大河流还有莫洛马河、皮日马河、卢扎河、科布拉河、切普察河等。

湖泊总数，4500余个，加上一些小水池，总的封闭水域数为5500余个。其中，最大的一些湖为：阿克舒本湖、奥尔洛夫斯科耶湖、穆塞尔斯克湖，最深的湖为列日宁湖（36.6米）。
在乌尔茹姆区，有一个独特的沙伊坦湖。

本州的北半部有很多沼泽。在上卡马区，甚至40%的面积都是沼泽。其中，最大的一些沼泽为：Волменское、Саламатьевское、Кайсинское。

### 气候
本州气候为温带大陆性气候。由于靠近北冰洋，从而导致冷空气的容易入侵。故而，冬季极度严寒，夏季也有霜冻和急剧的温度下降。一月份多年平均气温为−13.5°C至−15 °C，七月份则为+17°C至+19 °C。高温极值为+38°C至+40 °C，低温极值则达到 −45°C至−50 °C。

年平均相对湿度为75%到79%。十月到二月则在81%到89%之间。在季节过渡月份（三月和九月），相对湿度在74%至85%之间波动。五月和六月为最干燥的月份，对应的相对湿度为61%到68%。

基洛夫州位于十分湿润的地带，每两天就有一次降水。全州年平均降水量在500到680毫米之间，北部为590到680毫米之间，而南部则为500到550毫米之间。60到70%的降水出现在每年的温暖月份。

一年中，刮的绝大多数为西南风和南风，平均风速为3至5米每秒。夏天风速最低（除去狂风的情况），秋天逐渐增大，到冬天达到最大值。刮的风常常是阵风，有时候风速可以达到30至40米每秒，偶尔甚至还要大些。

### 自然资源
森林（主要为针叶林）、磷灰石、泥煤、皮毛、水资源和土地资源是本州的主要自然资源潜力所在。
在本州，发现了稀有矿物волконскоит(volkonskoite)（属高岭石族，绿色或蓝绿色的非晶态粘土矿物）。同时，泥煤矿床广泛分布于本州。这些是本州有巨量储量的非金属原矿:石灰石、泥灰岩、粘土、沙、卵石。 最近数十年在东部区域发现了少量的有开采价值的原油储量，同时也发现了一些膨润土矿床。本州有欧洲最大的维亚特-卡木斯克磷灰石矿床，在矿源和泥疗场所方面也很丰富。在Кумёнский区，有一个闻名全联邦的疗养胜地Нижнеивкино，基洛夫州和很多其它地区的人们到那里做治疗和休假。

### 特别自然保护区
共拥有197个特别自然保护区，面积总计37万5600公顷。如下为具体情况：一个国家自然禁伐区（联邦级）Нургуш，三个国家禁猎区(省级)Пижемский、Былина以及Бушковский лес，189个自然遗迹(省级)，还有三个健康疗养点。并且，国家公园Атарская Лука正在成立中。

### 生态
基洛夫州的大气成分比较稳定。最重度的污染出现在工业企业和运输工具集中的地方。本州的大部分土地都属于维亚特卡河流域，维亚特卡河的水质量按照总的铁含量(具有固有特征)来划分。有害物质浓度最高的区间为斯洛博茨科伊市到基洛夫市这一段。《基洛夫州潜在危险性和极重要设施一览表》已经于2007年颁布了，包含了65个设施，涵盖了3个化学危险设施、3个危险类别：基洛夫-切别茨基化学联合企业的矿物肥料工厂、基洛夫-切别茨基化学联合企业的聚合物工厂以及Оричевский区的化学武器储存和销毁设施联合体马拉德科夫斯基化学兵工厂。

### 时区

使用莫斯科时间的区域

基洛夫州位于莫斯科时间的UTC+4时区(2011年调整后)。与协调世界时的时差为+4。

## 历史
1920年，在俄罗斯苏维埃联邦社会主义共和国管辖下的维亚特卡省的萨拉普尔斯克县的基础上组建了沃特茨克自治州。萨拉普尔斯克县里的两个乡划给了鞑靼自治苏维埃社会主义共和国。缩小后的萨拉普尔斯克县又划入了彼尔姆省。1923至1929年，在俄罗斯苏维埃联邦社会主义共和国，进行了一场清理旧行政划分以及区域合并的工作。1929年1月14日，依照全俄罗斯中央执行委员会的决议，在下诺夫哥罗德省和维亚特卡省以及小部分弗拉基米尔省和科斯特罗马省的土地基础上，成立了下诺夫哥罗德州。1929年7月15日，下诺夫哥罗德边疆区（1932年改称高尔基边疆区）成立，下诺夫哥罗德州、沃特茨克自治州（1932年改称乌德穆尔特自治州）、马里埃尔自治州以及楚瓦什自治苏维埃社会主义共和国为其成员。之前的下诺夫哥罗德州调整为4个专区：维亚特卡、科捷利尼奇、下诺夫哥罗德以及诺林斯克。1930年，专区撤销，区改为直接从属边疆区政府。1930年至1934年，施行了区域再划小的政策。
1934年12月7日，维亚特卡城改名为基洛夫城的同时，高尔基边疆区拆分到基洛夫边疆区，并且高尔基边疆区、乌德穆尔特自治苏维埃社会主义共和国、沃特茨克自治州的区加上斯维尔德洛夫斯克州的萨拉普尔斯克区，一共37个区合并到了基洛夫边疆区。
1936年，俄罗斯苏维埃联邦社会主义共和国宪法通过前夕，边疆区这种行政区划单位被撤销了，乌德穆尔特自治苏维埃社会主义共和国从基洛夫边疆区分了出来，然后基洛夫边疆区名字变为基洛夫州。1937年10月22日，依照全俄罗斯中央执行委员会的决议，沃特茨克、萨拉普尔斯克、卡拉库林斯克以及基亚索夫斯克这些区从基洛夫州划到了乌德穆尔特自治苏维埃社会主义共和国。1941年，奥帕里诺、拉利斯克以及波多西诺韦茨这几个区从阿尔汉格尔斯克州划到基洛夫州。

## 国家权力机构
依照基洛夫州的宪章，基洛夫州的国家权力机构体系分为：
- 基洛夫州州长
- 立法议会
- 基洛夫州政府
- 依照州宪章和法律，州政府组建的其它权力执行部门

依照宪章，基洛夫州的司法机关有：
- 基洛夫州法院
- 基洛夫州仲裁法院
- 地方(市)法院
- 宪章法院(不存在)
- 依照联邦法律，州内成立的其它法院
- 治安法庭

## 人口
基础报告：基洛夫州的人口

依俄罗斯国家统计委员会的信息，人口总数为1 310 636 (2014年)，人口密度为10.89人每平方千米(2014年)，城镇人口占75.25%(2013年)。

### 民族组成
主要民族,据2010年统计:
| 民族         | 人数      |
| ------------ | --------- |
| 俄罗斯族     | 1 199 691 |
| 鞑靼人       | 36 457    |
| 马里人       | 29 598    |
| 乌德穆尔特人 | 13 639    |
| 乌克兰族     | 7 718     |
| 其它         | 35 585    |

### 居民点
人口数超过4500的居民点:

| 基洛夫             | ↗483 176 |
| 基洛沃-切佩茨克    | ↘77 166  |
| 维亚茨基耶波利亚内 | ↘33 964  |
| 斯洛博茨科伊       | ↘33 583  |
| 科捷利尼奇         | ↘24 685  |
| 奥穆特宁斯克       | ↘22 892  |
| 亚兰斯克           | ↘16 721  |
| 苏维埃茨克         | ↘16 195  |
| 索斯诺夫卡         | ↘11 845  |
| 祖耶夫卡           | ↘11 065  |
| 白霍卢尼察         | ↘10 824  |
| 卢扎               | ↘10 813  |

| 乌尔茹姆     | ↘10 105 |
| 基尔斯       | ↘10 080 |
| 诺林斯克     | ↗9782   |
| 瓦赫鲁希     | ↗9665   |
| 马尔梅日     | ↘7872   |
| 奥里奇       | ↘7656   |
| 穆雷吉诺     | ↘7534   |
| 沃斯托奇内   | ↘7218   |
| 奥尔洛夫     | ↗6976   |
| 达罗夫斯科伊 | ↘6905   |
| 穆拉希       | ↘6596   |
| 五一镇       | ↘6454   |

| 红波利亚纳 | ↘6447 |
| 基利梅济   | ↘5820 |
| 尤里亚     | ↘5436 |
| 杰米扬诺沃 | ↘5366 |
| 列斯诺伊   | ↘5151 |
| 法廖恩基   | ↘4951 |
| 列宁斯科耶 | ↘4859 |
| 鲁德尼奇内 | ↘4798 |
| 库苗内     | ↘4732 |
| 基克努尔   | ↘4693 |
| 纳戈尔斯克 | ↘4686 |
| 斯韦恰     | ↘4537 |

## 行政区划
| 层次                | 行政模式                                                             | 自治体模式                          |
| ------------------- | -------------------------------------------------------------------- | ----------------------------------- |
| 上层 （联邦主体辖） | - 1 封闭区（ЗАТО） - 5 州辖市（Город областного значения） - 4 市辖区（Городской район）- 基洛夫市 - 39 地区（Административный район） | - 6 市（） - 6 区（） - 33 地区（Муниципа́льный район） |
| 下层 （地区辖）     | - 13 地区辖市（Город районного значения） - 40 市级镇（Посёлки городского типа） - 269 委员会（Совет）                   | - 52 乡镇（Городское поселение） - 267 村庄（Сельское поселение）        |

### 書籍
- 《世界地名翻译大辞典》